# Зелена Роща (Екібастузька міська адміністрація)
Зеле́на Ро́ща (каз. Зеленая Роща) — село у складі Екібастузької міської адміністрації Павлодарської області Казахстану. Входить до складу Аккольського сільського округу.
Населення — 267 осіб (2021; 347 у 2009, 384 у 1999, 477 у 1989).
Національний склад станом на 1989 рік:
- казахи — 100 %